# Isaak ibn Latif
Isaak ben Abraham ibn Latif, kurz Isaak ibn Latif (* um 1210; † wohl um 1282) war ein neuplatonisch orientierter jüdischer Philosoph des Mittelalters.
Isaak stammte wohl aus Toledo, das damals die Hauptstadt des christlichen Königreichs Kastilien war. Er wurde aber nach der im arabischen Teil der Iberischen Halbinsel (Al-Andalus) herrschenden kulturellen Tradition des Judentums erzogen und beherrschte daher auch die arabische Sprache. Nachdem er seine ersten Jahre als Erwachsener dem Geschäftsleben gewidmet hatte, wandte er sich dem Studium der Philosophie zu. Sein restliches Leben verbrachte er als Gelehrter und Schriftsteller hauptsächlich in seiner Heimat.
Isaak setzte sich sowohl mit philosophischen als auch mit theologischen Fragen auseinander. Dabei kam ihm seine Beherrschung des Arabischen zustatten, die es ihm ermöglichte, sich aus erster Hand eine vorzügliche Kenntnis arabischer Philosophie anzueignen. Stark beeinflusst war er von der jüdischen neuplatonischen Tradition (vor allem Solomon ibn Gabirol, daneben auch Isaak ben Salomon Israeli, Abraham bar Chijja, Abraham ben Meir ibn Ezra, Josef ben Jakob ibn Zaddiq und Moshe ibn Ezra) und hinsichtlich der politischen Philosophie von dem muslimischen Denker al-Fārābī. Außerdem war er ein guter Kenner der Kabbala, verwertete kabbalistische Anregungen und setzte sich zugleich kritisch mit den Kabbalisten seiner Zeit auseinander. Als Kabbalisten hat er sich selbst nicht betrachtet, doch da sein Werk später hauptsächlich von Kabbalisten rezipiert wurde, hat man ihn zu diesen gezählt. Die Einordnung als Neuplatoniker ist allerdings angemessener. Er kritisierte Positionen des Aristoteles aus platonischer Sicht und widersprach auch Lehrmeinungen des Aristotelikers Maimonides. Dies wurde ihm von jüdischen Aristotelikern und Averroisten verübelt. Allerdings übernahm er von Maimonides auch wichtige Ideen und Begriffe.
Isaak argumentierte gegen die aristotelische Auffassung von der Ewigkeit der Welt und behauptete, die Existenz der Welt könne nur mit der Annahme eines Schöpfers erklärt werden. In der Schöpfungslehre vertrat er ein neuplatonisches Modell, das er mit Vorstellungen aus der rabbinischen Tradition verband. Er nahm eine Urmaterie an, die auch ohne Verbindung mit einer Form existieren kann.
Seine erste Schrift Sha'ar ha-Shamajim („Himmelspforte“) entstand 1238 und war zugleich sein Hauptwerk. Daneben schrieb er eine systematische Darlegung seiner Kosmologie (Ẓurat ha-Olam „Form der Welt“) und weitere philosophische und theologische Werke, darunter Tanach-Kommentare.